# Suleiman Cassamo
Suleiman Cassamo (né à Marracuene le 2 novembre 1962) est un écrivain mozambicain, membre de l'Association des écrivains mozambicains (AEMO).
Il étudia la génie mécanique et a écrit pour les publications Charrua, Gazeta de Artes e Letras, Eco, Forja et Notícias.

## Œuvres
- O regresso do morto, 1987
- Amor de Baobá, 1997
- Palestra para Um Morto, 1999

## Prix
- Prémio Guimarães Rosa, Radio France Internacionale:O Caminho de Phati (1994).